# وایل ایم شونبوخ
وایل یم شونبوخ (به آلمانی: Weil im Schönbuch) یک شهر در آلمان است که در Böblingen واقع شده‌است. وایل یم شونبوخ ۱۰٬۰۲۱ نفر جمعیت دارد. نام غیرمعمول آن (ویل در زبان آلمانی به معنای «چون» است) از وجود یک ویلای رومی در این منطقه گرفته شده است.